# Honig-Salz-Brot
Honig-Salz-Brot ist ein Brot, das ohne Zugabe von Sauerteig, Backhefe oder andere Triebmittel gebacken wird. Die Teiglockerung beruht auf dem Honig-Salz-Verfahren, das die  Spontangärung mithilfe der natürlich in Honig vorkommenden Wildhefen ausnutzt. Der Ursprung dieser Art Brot ist unbekannt, heute populär wurde es im Zusammenhang mit der Anthroposophie Rudolf Steiners.
Die Herstellung ist anspruchsvoll, da bei der Spontangärung die Zusammensetzung und Menge der Hefen im Teig ungewiss und in der Regel gering ist. Wenn man Honig in einen Teig gibt und diesem genügend Zeit, sich zu entwickeln, kann man eine entsprechende Lockerung und sehr milde Säuerung erzielen. Das Salz wird zugegeben, um den Prozess zu steuern.
Auch bei langer Teigführung ist die Lockerung deutlich schwächer als bei der üblichen Brotherstellung, die Hefe verwendet; das Brot ist aber ausreichend gelockert. Das Verfahren wird heute in verschiedenen Prozessen geführt. Im Originalrezept des vermutlichen Entwicklers des Brotes, dem Stuttgarter Bäcker Paul Burkhardt, erfolgt es nur durch über einstündiges Kneten der Zutaten Mehl, Honig, Salz, Wasser und Speiseöl in einer Stufe. Nach dem anschließenden Aufarbeiten zu Kastenbroten gärt der Teig zwischen 15 und 24 Stunden bei hoher Temperatur, um dann im Stein- oder Holzofen gebacken zu werden. Der Backprozess kann darin zum Teil bis zu fünf Stunden dauern.
In anderen beschriebenen Rezepten wird es mit drei sogenannten Stufen geführt. In jeder Stufe werden auf die Roggenmehlmenge 2 % Salz und 3 % Honig gegeben. Die Teigausbeute liegt dort bei 233, das heißt, auf ein Kilogramm Roggenmehl kommen 1,33 Liter Wasser in jeder Stufe. Beim Hauptteig wird das gesamte Roggenmehl, das in den Stufen vorhanden ist, zugegeben. Also bei drei Kilogramm in den drei Stufen drei Kilogramm im Hauptteig. Dazu kommen 1,5 Prozent Salz und noch einmal 0,5 Liter Wasser. Das fertige Brot braucht länger als ein herkömmliches Brot zum Gehen; auch die Backzeit verlängert sich hier durch die geringere Lockerung auf etwa die doppelte Zeit. Honig-Salz-Brot zeichnet sich oft durch eine lange Haltbarkeit aus.